# (541047) 2018 CH4
(541047) 2018 CH4 es un asteroide perteneciente al cinturón de asteroides descubierto el 9 de febrero de 2005 por el equipo del Lowell Observatory Near-Earth-Object Search desde la Estación Anderson Mesa (condado de Coconino, cerca de Flagstaff, Arizona, Estados Unidos).

## Designación y nombre
Designado provisionalmente como 2018 CH4.

## Características orbitales
2018 CH4 está situado a una distancia media del Sol de 2,666 ua, pudiendo alejarse hasta 2,955 ua y acercarse hasta 2,377 ua. Su excentricidad es 0,108 y la inclinación orbital 11,44 grados. Emplea 1590,05 días en completar una órbita alrededor del Sol.

## Características físicas
La magnitud absoluta de 2018 CH4 es 16,5. 